# Black House

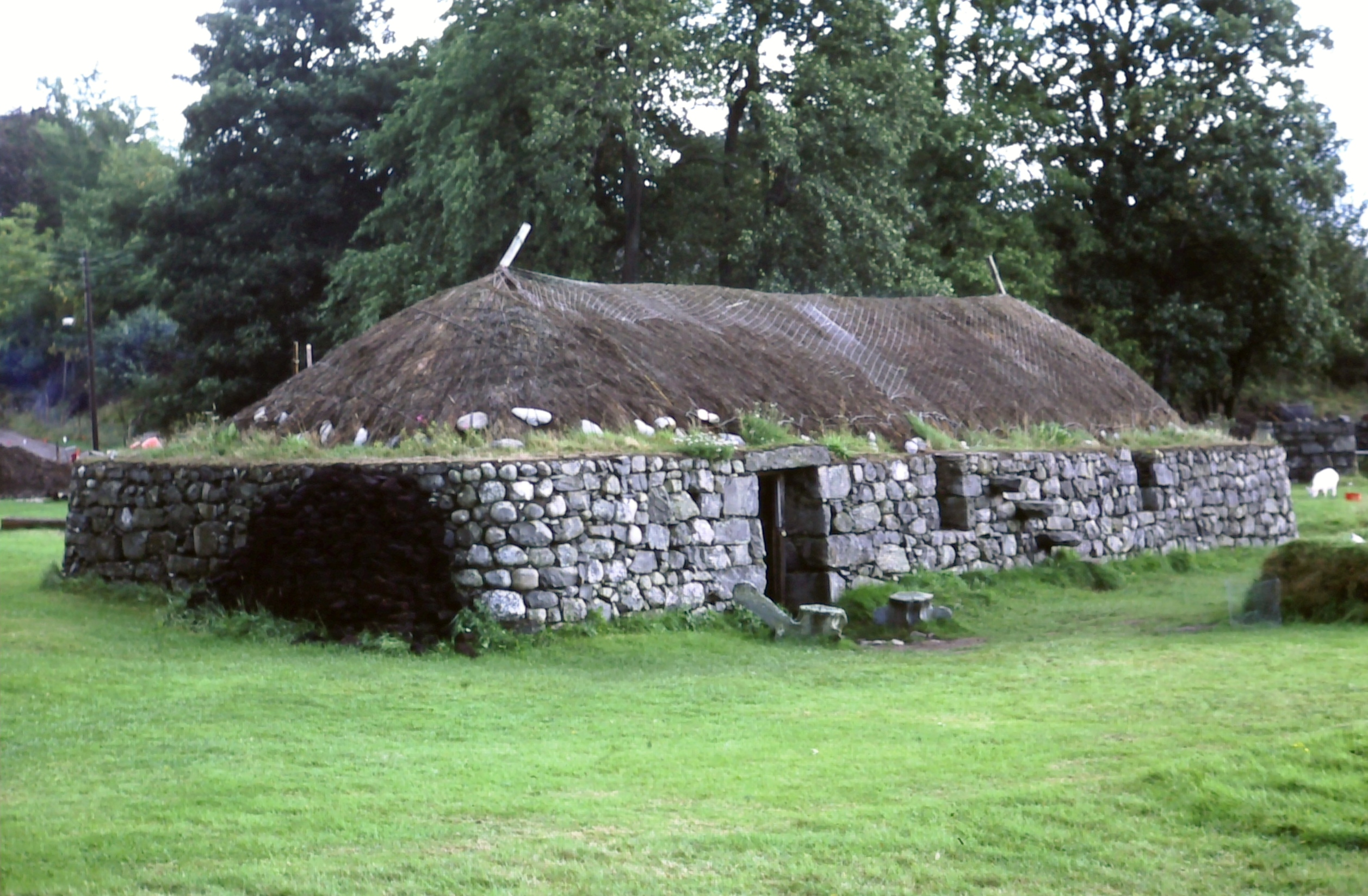
Restauriertes Black House

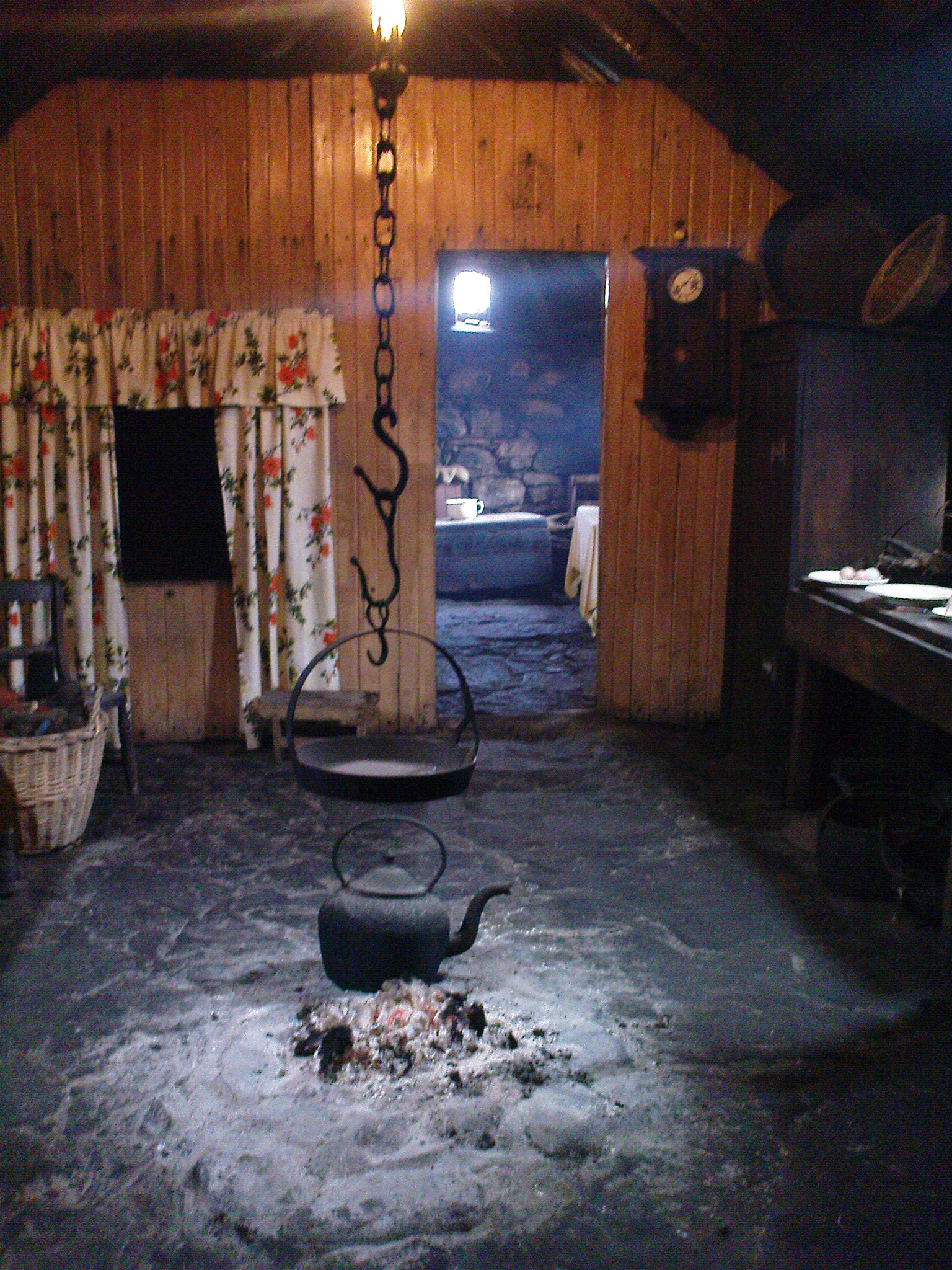
Feuerstelle im Black House von Arnol, Lewis

Das Black House (auch Blackhouse schottisch-gälisch t (a) igh-dubh [t̪ʰət̪u] – irisch teach dubh – deutsch „Schwarzhaus“) ist eine Bezeichnung für einen traditionellen Haustyp der schottischen Hebriden, Highlands und Irlands sowie der Gebiete keltischer Siedlungen in Nova Scotia. 
Es wurde üblicherweise aus doppelwandigem Trockenmauerwerk gebaut, der Zwischenraum verfüllt mit Erde oder Torf. Die hölzernen Dachbalken wurden mit Soden, Stroh oder Schilfrohr bedeckt. Der Boden bestand üblicherweise aus Steinplatten oder festgetretener Erde. Meist in der Mitte des Wohnraumes befand sich eine zentrale Feuerstelle, in der ein Feuer permanent brannte. Gewöhnlich wurde Torf zur Feuerung verwendet. Das Dach hatte keinen Rauchabzug, der Rauch zog durch das Dach. Im Giebel wurden Nahrungsmittel aufbewahrt, da sie durch den Rauch und den Sauerstoffmangel konserviert wurden.
Das Black House bot sowohl Platz für Menschen als auch für Vieh. Menschen und Tiere lebten auf entgegengesetzten Seiten des Hauses, mit einer Trennwand dazwischen. Die „Blackhouses“ wurden, beginnend mit den 1880ern und begleitet von legistischen Maßnahmen, abgelöst von den „Whitehouses“: Der Haushalt der Menschen wurde von den Ställen der Tiere getrennt. Der Wohnraum hatte Rauchfänge und Fenster.
Whitehouses hatten auch kleine Nachteile: Etwa zog die Wärme des Rauches nun durch den Rauchfang ab. Die Black Houses wurden bis in die 1970er Jahre genutzt. Als die Menschen in modernere Wohnungen umzogen, verfielen diese Häuser. Inzwischen werden wieder vermehrt Black Houses restauriert, speziell als Ferienunterkünfte.